# محافظة تالاغانت
محافظة تالاغانت (بالإسبانية: Talagante Province)‏ هي محافظة في تشيلي وتقع في منطقة سانتياغو متروبوليتان يقدر عدد سكانها بـ 262,665 نسمة ومساحتها 582.3 كم2 .